# Jaime Bruinier
Jaime Bruinier (Ugchelen, 28 juni 1987) is een Nederlands voormalig profvoetballer die als middenvelder speelde.

## Carrière
Bruinier begon bij Victoria Boys en speelde vanaf 1998 in de jeugdopleiding van AGOVV Apeldoorn, maar stapte al na een jaar over naar die van Vitesse. Zijn debuut maakte hij op 3 maart 2007 in de met 3-2 verloren thuiswedstrijd tegen Excelsior, waar hij in het veld kwam voor de geblesseerde Onur Kaya.
Voor het seizoen 2008/2009 werd Bruinier verhuurd aan AGOVV Apeldoorn. Na dit seizoen liep het contract bij Vitesse af en werd niet verlengd. Hierop besloot AGOVV Apeldoorn Bruinier een tweejarig contract aan te bieden. In 2011 tekende Brunier een driejarig contract bij Sparta, een club die dat jaar ook in de Eerste Divisie uitkomt. In het seizoen 2014/15 speelde Bruinier in de Italiaanse Serie D voor Abano Calcio. Hierna speelde hij voor VVOG waar hij in 2020 stopte en vervolgens deel uitmaakt van de technische staf.
Bruinier was Nederlands jeugdinternational onder 15 en onder 16.

## Clubstatistieken
| Seizoen | Club             | Duels | Goals | Competitie     |
| ------- | ---------------- | ----- | ----- | -------------- |
| 2006/07 | Vitesse          | 3     | 0     | Eredivisie     |
| 2007/08 | Vitesse          | 1     | 0     | Eredivisie     |
| 2008/09 | AGOVV Apeldoorn  | 28    | 0     | Eerste divisie |
| 2009/10 | AGOVV Apeldoorn  | 30    | 4     | Eerste divisie |
| 2010/11 | AGOVV Apeldoorn  | 31    | 8     | Eerste divisie |
| 2011/12 | Sparta Rotterdam | 31    | 4     | Eerste divisie |
| 2012/13 | Sparta Rotterdam | 2     | 0     | Eerste divisie |
| 2013/14 | Sparta Rotterdam | 13    | 3     | Eerste divisie |
| 2014/15 | Abano            | 18    | 0     | Serie D        |

Bijgewerkt tot 5 juni 2020